# Bronislaw Kaminski
Bronislaw Kaminski (rusky Бронисла́в Владисла́вович Ками́нский, Bronislav Vladislavovič Kaminskij, 16. června 1899, Vitebská gubernie – 28. srpna 1944, Litzmannstadt) byl protisovětský kolaborant a velitel Ruské národní osvobozenecké armády (známá jako Kaminského brigáda), protipartyzánské formace vytvořené z řad místních obyvatel Lokoťské samosprávy, která spadala pod nacistické Německo na okupovaném ruském území. Později byla brigáda zařazena do útvarů Waffen-SS jako útočná brigáda SS R.O.N.A. Starší publikace uvádějí mylně jeho křestní jméno jako Mieczyslaw.

## Život
Bronislav (někdy se objevuje německá transkripce „Bronislaw“) Kaminski se narodil ve Vitebské gubernii v carském Rusku, dnes polocký rajon v Bělorusku. Jeho otec byl etnický Polák ze smíšené polsko-běloruské rodiny a matka etnická Němka (později v nacistickém Německu označovaní jako Volksdeutsche). Podle polského autora Janusze Marszalece se Kaminski považoval za Rusa.
V Petrohradu studoval polytechnickou univerzitu a poté za ruské občanské války sloužil v Rudé armádě. Po demobilizaci dostudoval a po zkouškách pracoval jako inženýr v chemickém závodě. V roce 1935 byl vyloučen z komunistické strany a v roce 1937 během velké čistky zatčen za kritiku Stalinovy kolektivizace zemědělství a práce s Němci a Poláky. Byl obviněn z „příslušnosti ke kontrarevoluční skupině“. V roce 1941 byl propuštěn z vězení a usídlil se ve městě Brjansk, kde získal místo v místním lihovaru. Důvod propuštění zůstává nejasný.

## Vůdce Lokoťské samosprávy
V průběhu října 1941 německý vojenský postup v Sovětském svazu dosáhl oblast Lokotě poblíž města Brjansk, které bylo německými sílami dobyto 6. října 1941.
Bronislav Kaminski v listopadu 1941, spolu s blízkým přítelem, učitelem v místní technické škole Konstantinem Voskobojnikem, oslovili německou vojenskou správu s návrhem pomoci Němcům při zřizování civilní správy a místní policie. Voskobojnik byl Němci jmenován starostou a hlavou Němci kontrolované místní milice a Kaminski se stal jeho zástupcem. Oba spolupracovali s útvary Heinze Guderiana a zorganizovali milici o počtu 10 000 ozbrojenců s cílem potírat ruské partyzány a udržet klid v německém zázemí. Konstantin Voskobojnik padl 8. ledna 1942 v boji a Kaminski převzal místo starosty a velitele milice. V roce 1942 dostala milice název Ruská národní osvobozenecká armáda (R.O.N.A.) (rus. Русская Освободительная Народная Армия) a dosáhla počtu desítek tisíc vojáků. Během této doby byl Kaminski vedoucím představitelem Lokoťské samosprávy, která měla na svém území půl milionu obyvatel. Založil vlastní soudy, vězení a noviny. Bylo podporováno soukromé podnikání a kolektivní zemědělství bylo zrušeno. Ačkoli němečtí důstojníci a úředníci, jimž byly svěřeny okupační úkoly měli výhrady vůči Kaminskému, které byly živeny jeho arogancí a drzostí, byl Kaminského samosprávný prostor považován za příkladný ve srovnání s obvyklým systémem okupační správy.

## SS
V červnu 1944 byla brigáda zařazena jako součást Waffen-SS a dostala název Waffen-Sturm-Brigade RONA. Kaminski obdržel hodnost Waffen-Brigadeführer der SS, jediný člověk s touto hodností.
V důsledku úspěšné sovětské letní ofenzívy Operace Bagration protipartyzánská činnost brigády skončila a její mužstvo (6-7 tisíc osob - některé zdroje udávají 3-4 tisíce) bylo přepraveno do výcvikového tábora SS Neuhammer ve Slezsku. Vznikly plány na vytvoření neněmecké SS divize a vznikla tak 29. Waffen-Grenadier Division der SS (russische Nr. 1). 1. srpna 1944 dostal Kaminski novou hodnost - Waffen-Brigadeführer a Major-General Waffen-SS.

## Varšavské povstání
V roce 1944 se Kaminski zúčastnil potlačení Varšavského povstání v oblasti Ochota, kde R.O.N.A. spáchala mnoho válečných zločinů (vraždy, znásilnění a rabování). Podle spolehlivých zpráv spáchali vojáci téměř 700 vražd, i když v době varšavského povstání tvořili jen 1% německých sil. Kaminski měl za to, že spadá přímo pod autoritu velitele SS Himmlera a nechtěl přijímat rozkazy od generála SS Ericha von dem Bach-Zelewského, který německým silám ve Varšavě velel.
Varšavské povstání začalo 1. srpna 1944 a 4. srpna 1944 byl vyhlášen bojový poplach brigády, která měla být použita k potlačení povstání. SS-Gruppenführer Heinz Reinefarth byl pověřen vedením Kampfgruppe Reinfarth, pacifikační jednotky, která se měla vytvořit z jednotek Kaminského spolu s oddílem Oskara Dirlewangera a několika oddíly pořádkových policejních sil Ordnungspolizei a dalších oblastních jednotek SS. Kaminský na osobní Himmlerův rozkaz vyčlenil ze své brigády pohotovostní skupinu 1700 svobodných mužů (některé zdroje uvádějí, že měli čtyři tanky T-34, jeden kus SU-76 a několik děl) a poslal je do Varšavy jako smíšený pluk pod velením velitele štábu Kaminského brigády, SS-Sturmbannführera Ivana Děnisoviče Frolova. Frolov později v roce 1945 uvedl, že pluk měl až 1600 mužů a 7 dělostřeleckých kusů a 4 minomety.
Frolov v roce 1944 poznamenal, že Kaminski dal svým lidem svolení k rabování a mnozí jej využili. Brigáda brzy ztratila jakoukoli bojovou hodnotu a příslušníci jednotky se zaměřili výhradně na shromažďování cenností, ukradených z civilních domů. V masakrech ve čtvrti Ochota a ve čtvrti Wola bylo zabito asi 10 000 obyvatel Varšavy, civilistů a pacientů v nemocnicích, nejvíce z nich povraždili Kaminského muži.

## Smrt
Heinrich Himmler použil zločinné jednání varšavské skupiny jako záminku, aby Kaminského a jeho vedení po vojenském soudu v Litzmannstadtu (Lodži) nechal popravit. Byli souzeni za krádež majetku Říše, protože odcizené cennosti měly být úředně odevzdány, ale Kaminski a jeho lidé se je pokusili udržet pro sebe. Existují také náznaky, že Kaminského vojáci během zásahu ve Varšavě znásilnili a zavraždili německé ženy, členky Kraft durch Freude. Pokud je to pravda, mohl to být další důvod k odsouzení. S Kaminským byl také popraven náčelník štábu brigády Waffen-Obersturmbannführer Ilja Šavykin.
Vojáci skupiny R.O.N.A. dostali falešné vysvětlení, že Kaminski byl zabit polskými partyzány. Když Kaminského lidé toto vysvětlení odmítli, Gestapo vzalo Kaminského auto, strčilo ho do příkopu, rozstřílelo kulometem a všude po něm otřelo husí krev jako důkaz. Demoralizované zbytky jednotky byly odsunuty z města a umístěny na sever, daleko od jakékoli partyzánské činnosti. Po Kaminského smrti jeho jednotce velel SS-Brigadeführer a generálmajor policie Christoph Diehm.